# Åls kyrka
Åls kyrka är en kyrkobyggnad  i östra delen av samhället Insjön. Den tillhör Åhls församling i Västerås stift.

## Kyrkobyggnaden
Någon gång på medeltiden uppfördes en enkel salkyrka av gråsten. Den bestod av långhus med rakt avslutat kor i öster. Vid södra sidan fanns ett vapenhus av trä. Troligen tillkom sakristia och kyrktorn under medeltiden. 1683 - 1684 byggdes sakristian ut åt öster. Enligt en inventering 1628 bestod kyrkorummets innertak av två tegelvalv.
Nuvarande stenkyrka uppfördes 1761 - 1767 under ledning av byggmästare Pehr Schutzberg från Västerås. Av gamla kyrkan revs allt utom långhusets nordmur, västgavel samt delar av tornet som ingår i nuvarande kyrka.
En genomgripande restaurering utfördes 1966. Till det yttre är kyrkan tämligen oförändrad sedan byggnadstiden. Kyrkans taklag är från 1700-talet. Det enda virke som sannolikt kommer från en äldre kyrka på platsen är en sprätthuggen taktrobräda, som hittades vid en inventering av taklaget 2014.
Den första kyrkoherden i församlingen hette Laurentius Erici Angermannus. Han anklagades för att begravit en "Tartare" 1622, vilket var strikt förbjudet i landet vid denna tid. För begravningen erhöll kyrkan fem daler i gåva av ”Tartarnes folk”. Kyrkoherden och några församlingsbor som medverkat vid begravningen, dömdes att böta till Västerås stift. Även de fem daler som de fick i gåva av "tattarna" skulle tillfalla domkyrkan.

## Inventarier
- Predikstolen, som sattes upp på 1780-talet, är tillverkad av Hans Mohson i Svärdsjö.
- Läktarorgeln byggdes 1967 av Nils Hammarberg i Göteborg. Orgeln har 27 stämmor varav åtta är från föregående instrument.

| Man I. Huvudverk C-g3 | Man II. Svällverk C-g3 | Man III. Bröstverk C-g3 | Pedal C-f1    | Koppel |
| --------------------- | ---------------------- | ----------------------- | ------------- | ------ |
| Principal 8'          | Gedackt 8'             | Gedacktpommer 8'        | Subbas 16'    | III/I  |
| Rörflöjt 8'           | Fugara 8'              | Koppelflöjt 4'          | Principal 8'  | II/I   |
| Oktava 4'             | Principal 4'           | Kvinta 2 2/3'           | Nachthorn 4'  | III/P  |
| Traversflöjt 4'       | Rörflöjt 4'            | Principal 2'            | Kvintadena 2' | II/P   |
| Oktava 2'             | Waldflöjt 2'           | Ters 1 3/5' (från c0)   | Fagott 16'    | I/P    |
| Mixtur IV             | Nasat 1 1/3'           | Cymbel II               | Trumpet 4'    |        |
| Trumpet 8'            | Scharf III             |                         |               |        |
|                       | Skalmeja 8'            |                         |               |        |
|                       | Tremulant              |                         |               |        |

- Kororgeln byggdes 1983 av Robert Gustavssons Orgelbyggeri AB, Härnösand.

| Manual C-f3 (svällskåp) | Pedal C-d1 | Koppel |
| ----------------------- | ---------- | ------ |
| Gedackt 8' B/D          | Subbas 16' | Man/P  |
| Principal 4' B/D        |            |        |
| Täckflöjt 4' B/D        |            |        |
| Hålflöjt 2'             |            |        |
| Sedecima 1'             |            |        |

- Altaruppsatsen från 1827 är utformad som en antik tempelgavel med korset i centrum. Snickeriarbetena är utförda av kyrkvärden Johan Göransson medan dekormåleriet är utfört av Anders Richman i Falun.
- Vid södra väggen finns ett altarskåp som tillverkades på 1480-talet.
- I korets södra del står en modern dopfunt tillverkad 1977 i Leksand efter ritningar av Erik Sand från Strängnäs. Funten är inspirerad av medeltida dopfuntar.
- Under kyrkans golv har foten till en medeltida dopfunt i gotländsk kalksten påträffats.
- En dopfunt av koppar är tillverkad omkring 1760 kopparslagaren Lars Westman. Funten är uppställd i sakristian.

## Galleri

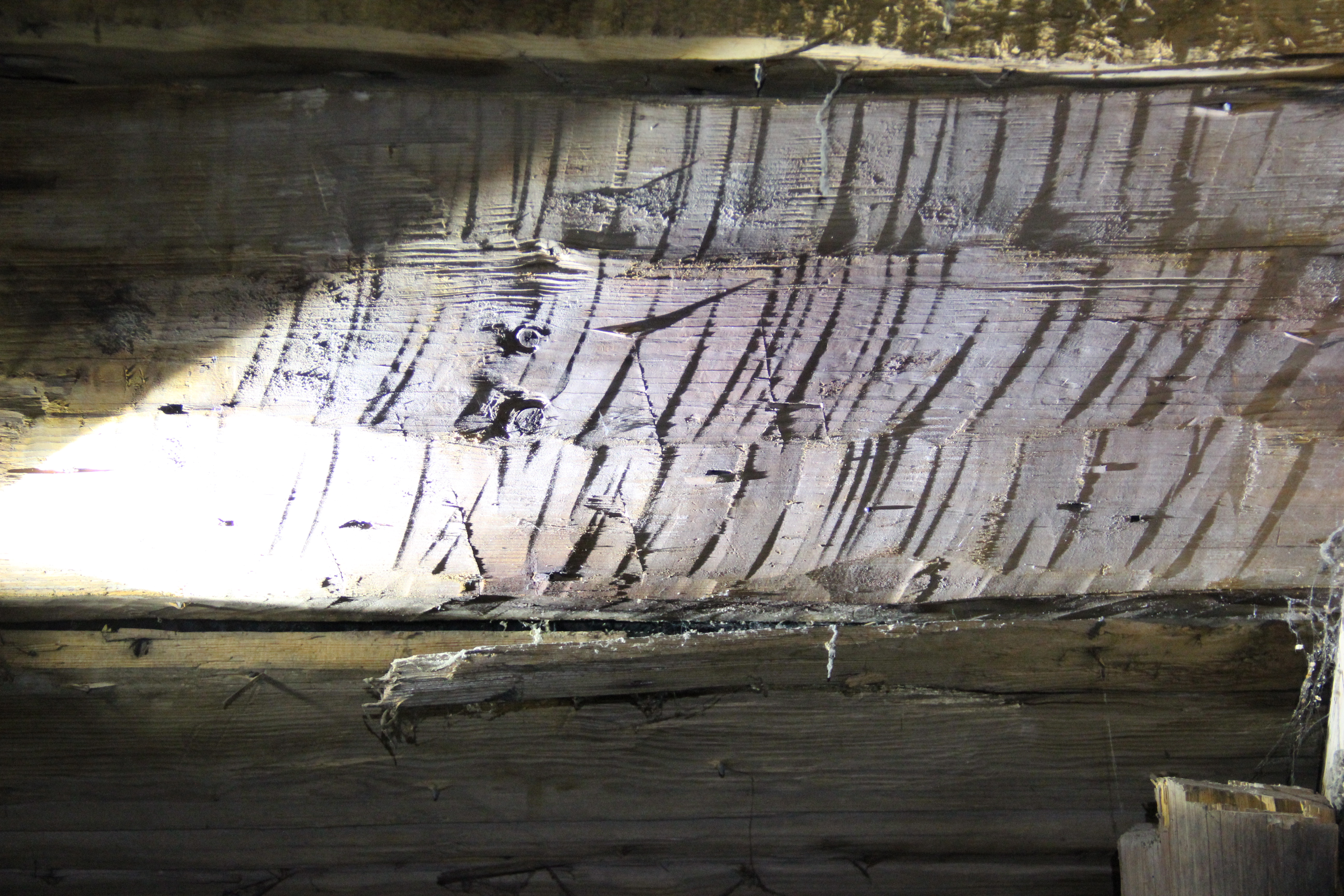
Sprättäljd trobräda i släpljus på kyrkvinden